# نجوى كرم
نجوى كرم (26 فبراير 1966  -)، مغنية لبنانية تحمل الجنسية الكندية 
تعتبر من أكثر الفنانات شعبية وجماهيرية في الوطن العربي. ولدت في قضاء زحلة لعائلة مارونية. بدأت حياتها كمدرسة وانطلقت في الغناء في فترة ثمانينات القرن العشرين. في عام 1985 شاركت في برنامج «ليالي لبنان» وحصلت على الميدالية الذهبية. أطلقت في عام 1989 أول ألبوم لها بعنوان «يا حبايب»، ثم أصدرت ألبومها الثاني «شمس الغنية» عام 1992 الذي حقق نجاحا كبيرًا، وأطلقت في السنوات التالية عدة ألبومات أخرى بمعدل ألبوم في السنة الواحدة. أطلق الإعلامي اللبناني جورج إبراهيم الخوري عليها لقب شمس الأغنية اللبنانية.
في عام 2011 شاركت نجوى كرم في برنامج أرابز غوت تالنت كأحد أعضاء لجنة التحكيم، وتوالى ظهورها منذ ذلك الحين في جميع المواسم الستة للبرنامج. في عام 2017 صنفت مجلة فوربس الشرق الأوسط نجوى كرم في المرتبة الخامسة على قائمة أفضل 100 شخصية عربية مع أكثر من 26 مليون متابع على وسائل التواصل الاجتماعي. في عام 2018 أدرجت مجلة كوزموبوليتان نجوى كرم في قائمتها لأكثر 15 امرأة إلهامًا في الشرق الأوسط، كما حلت في المركز الحادي عشر في القائمة التي نشرتها مجلة فوربس في عام 2018 لأفضل 10 نجمات عربيات على المسرح العالمي.
صعدت كرم إلى النجومية طوال التسعينيات ونالت لقب شمس الغنية من ألبومها الذي يحمل نفس الاسم. من أنجح ألبوماتها في التسعينات: (نجمة حب) و (ما بسمحلك) و (مغرومة) و (روح روحي). في عام 2000 أصبح الألبوم العاشر لنجوى (عيون قلبي) الألبوم الأكثر مبيعًا لها. في عام 2001 بيع من ألبومها (ندمانة) ملايين النسخ في جميع أنحاء العالم وحازت على جائزة الموريكس الذهبية لأفضل فنان عربي وجوائز من شركة روتانا للتسجيلات بما في ذلك فنان العام وألبوم العام والألبوم الأكثر مبيعًا لهذا العام. بحلول الوقت الذي صدر فيه ألبومها (سهرني) في عام 2003 كانت قد أثبتت نفسها كواحدة من أبرز المطربين اللبنانيين وكأيقونة لموسيقى البوب في الشرق الأوسط. استمر نجاح نجوى كرم بألبوماتها (هيدا حكي)، (عم بمزح معاك)، (خليني شوفك). تعاونت نجوى بشكل متكرر مع الموسيقي والملحن ملحم بركات ومع المطرب وديع الصافي في ديو صدر عام 2004 بعنوان (وكبرنا) الذي نال استحسان النقاد. في عام 2011 تعاونت نجوى مع شركة سوني للترفيه وشركة روتانا لإنتاج أول فيديو موسيقي ثلاثي الأبعاد في العالم العربي لأغنيتها (ما في نوم) من ألبوم (هالليلة ما في نوم). في عام 2012 سارت نجوى على السجادة الحمراء في مهرجان كان السينمائي الخامس والستين وأصدرت منذ ذلك الحين أغنيات فردية ومقاطع فيديو موسيقية لاقت استحسانًا كبيرًا، بالإضافة إلى أحدث ألبوماتها بعنوان (مني إلك) عام 2017.
أطلقت نجوى كرم ألبومها الأخير بعنوان "كاريزما"، الذي يتضمن سبع أغانٍ متنوعة، وقد حقق الألبوم رواجًا واسعًا بين محبيها. الألبوم يعكس تنوع الألوان الموسيقية وعمق الكلمات والألحان.

## طفولتها وتعليمها
ولدت نجوى كرم كرم في زحلة بلبنان لعائلة لبنانية مسيحية، وهي الابنة الصغرى لكرم كرم (توفي 7 أيلول 2013) وباربرا شاهين، لديها أخت أكبر منها تدعى سلوى وثلاثة أخوة أكبر منها وهم طوني وجان ونيقولا (توفي في 28 فبراير 2017 عن عمر يناهز 58 عامًا). قضت طفولتها في زحلة برعاية والديها وأشقائها الأربعة. عُرفت نجوى منذ نعومة أظافرها بين الأصدقاء والأقارب بصوتها الغنائي القوي.
التحقت نجوى كرم بالمدرسة الثانوية في كلية يسوع الملاك وحصلت على درجة البكالوريوس في الفلسفة. عملت كمدرسة لمادتي الجغرافيا والغة العربية في الكلية الشرقية في زحلة بلبنان لمدة سنيتن.[بحاجة لمصدر] وبالرغم من أنها بدأت حياتها المهنية كمعلمة إلا انها ظلت مهتمة بالموسيقى. ففي عام 1985 شاركت في برنامج غنائي تلفزيوني بعنوان (ليالي لبنان) وهو امتداد لبرنامج (ستوديو الفن) ويهدف لاكتشاف المواهب الغنائية، ولفتت الأنظار بصوتها الجبلي وحصلت على المركز الأول والميدالية الذهبية عن فئة الغناء البلدي، ثم عادت إلى مقاعد الدراسة مرة أخرى ولكن هذه المرة لصقل موهبتها الفنية ودراسة الموسيقى فالتحقت بالمعهد الوطني اللبناني للموسيقى (الكونسرفاتوار) ودرست الصولفيج على يد الموسيقار اللبناني زكي نصيف، كما درست العزف على آلة العود بالإضافة إلى أداء الموشحات والأدوار على يد فؤاد عوّاد لمدة أربع سنوات. في عام 1987 شاركت في برنامج تلفزيوني آخر باسم (ليلة حظ) الذي اكسبها شهرة أكبر، فقررت بعده ترك العمل بالتدريس واحتراف الغناء. كانت فترة التسعينيات هي العصر الذهبي والانطلاقة الحقيقة لنجوى في عالم الفن، وتمكّنت من بناء قاعدة شعبية حافظت عليها لأكثر من ثلاثة عقود.

## مسيرتها الفنية

### 1993-1989

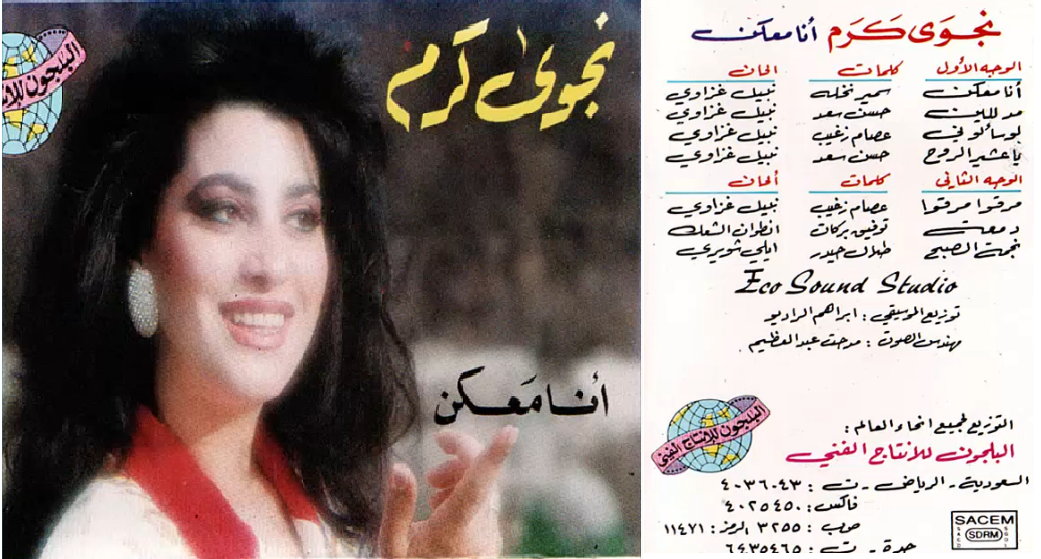
غلاف ألبوم أنا معكم

رغم فوزها بالميدالية الذهبية في برنامج (ليالي لبنان)، إلا أن انطلاقتها الفنية تأخّرت حتى العام 1989، أصدرت أول البوم لها حمل اسم (يا حبايب) من إنتاج شركة (ريلاكس إن)، احتوى الألبوم على سبع أغنيات كلها على نمط الغناء التراثي الجبلي اللبناني، ولاقى استحسان الجمهور في لبنان لكنه لم يحظ باهتمام كبير في باقي العالم العربي، بعد انقطاع دام ثلاث سنوات عن الغناء عادت نجوى إلى الساحة الغنائية بألبوم حمل اسم (شمس الغنية) الذي أصبح لقبها الرسمي وكان خطوتها الأولى والحقيقية نحو النجومية، كان نمط الأغاني في الألبوم مختلف عن الأول واحتوى على سبع أغنيات أيضًا وحققت من خلاله نجاحا جماهيرًا وترحيبًا من الجمهور اللبناني.
في العام التالي (عام 1993) وقعت نجوى كرم عقد مع شركة تسجيل سعودية (البلجون للإنتاج الفني) لإصدار ألبومها الجديد (أنا معكن)، كان الألبوم كلاسيكيًا في الأسلوب ومختلفًا تمامًا عن الألبومات السابقة، وعلى الرغم من استيائها لم يكن لدى نجوى سوى خيار إصداره لأنها ملزمة بعقد مع شركة الإنتاج. لم يحقق هذا الألبوم النجاح كما كان متوقعا ولم يكن يعكس هوية نجوى الفنية وبقي إلى اليوم الألبوم الأقل شهرة من بين جميع أعمالها.

### انضمامها إلى روتانا
في عام 1994 انضمت نجوى كرم إلى شركة روتانا أكبر شركة تسجيل في الشرق الأوسط والمملوكة للأمير السعودي الوليد بن طلال. توصل الطرفان إلى اتفاق بشكل سريع وبدأ العمل على ألبوم جديد على الفور. وفي منتصف عام 1994 صدر الألبوم الأول لنجوى مع روتانا بعنوان نغمة حب وكان الرابع في مسيرتها الفنية، احتوى الألبوم على سبع أغنيات أشهرها (لو حبيتك) وهي من كلمات وألحان عماد شمس الدين بالإضافة إلى أغنيتي (ورود الدار) و (إلا لا) من كلمات جورج مارديروسيان وألحان إيلي بيطار. أعطى النجاح الكبير الذي حققه الالبوم لنجوى فرصة للقيام بجولة موسيقية وحصلت على عدد من الجوائز بما في ذلك جائزة جمعية الإذاعة اللبنانية لأفضل فنان لعام 1994. في عام 1995 بدأت العمل على ألبومها الثاني من إنتاج روتانا والخامس لها في مسيرتها الفنية بعنوان (ما بسمحلك) وضم سبع أغنيات أشهرها أغنية (ما بسمحلك) و (حكم القاضي).
استمر تعاون نجوى مع روتانا لمدة 15 عام أصدرا خلالها العديد من الألبومات منها مغرومة (1998)، روح روحي (1999)، عيون قلبي (2000)، تهموني (2002)، شو مغيره (2004)، كبر الحب (2005)، هيدا حكي (2007)، ألبوم (خليني شوفك) عام 2009 و كان ألبوم هالليلة مافي نوم عام 2011 هو آخر ألبوم أصدرته روتانا لنجوى التي قررت بعد ذلك ترك روتانا والتوجه نحو إنتاج أغانيها بنفسها.

### تميزها
تميزت بصوتها الجبلي الضخم، كما أنها تُعتبر مغنية شعبية من الطراز الأول، ويذكر إنها لم تغني سوا باللهجة اللبنانية مما ميزها عن بقية الفنانين اللبنانيين الذين اتجهوا للغناء باللهجتين الخليجية والمصرية، وهي تصرح أن غنائها باللهجة اللبنانية يعد واجب وطني. كما أنها اشتهرت بغناء المواويل بشتى أنواعها، هذا بالإضافة للأغاني الوطنية وخصوصاً أغنية ليش مغرب التي أحدثت ضجة واسعة خصوصاً بالنسبة للمغتربين العرب، وقد منع عرض كليب الأغنية حتى حذفت بعض المشاهد التي لم تعجب الحكومة اللبنانية آنذاك، هذا بالإضافة لموال ترمغ الذي كان يمثل وجع الوطن على أبنائه، هذا بالإضافة للكثير من الأغاني والمواويل الوطنية منها البرج العالي، حلم النار، عنك قالوا، وبيبقا الوطن، غصونك يا أرز، كويت يا عربي، نجمة الصبح، بلادنا بتسوا بلادين، قصة سليمان وغيرها. هذا بالإضافة إلى غنائها إلى جانب الفنان وديع الصافي من خلال أغنية وكبرنا التي كانت عبارة عن ديو يحكي حوار يدور ما بين البنت والأب وحقق ضجة وكان هذا في عام 2003.

### مواقفها
قالت أن الفن هو رسالة سامية يقف في وجه الظلم، من هذه المواقف غنائها إبان حرب تموز في تونس للبنان مما جعل الناس يتعاطفون مع الشعب اللبناني ويرددون الشعارات الوطنية، وأيضاً تحملها مسؤولية توفير التأمين الصحي للعجزة من خلال برنامج «ليلة حلم»، وأيضا تقديمها منح دراسية للطلاب الذين ليس باستطاعتهم توفير المال للدراسة من أبناء مدينة زحلة الذين يدرسون في ذات المدرسة التي درست بها (مدرسة يسوع الملك). وقد كرمتها بلدية زحلة بإطلاق اسمها على أحد شوارع المدينة.

## البرامج التلفزيونية

### مواهب العرب
شاركت في برنامج أرابز غوت تالنت كعضوة في لجنة التحكيم الخاصة بالبرنامج إلى مع الإعلامي علي جابر والمذيع عمرو أديب وذلك بالموسم الأول من البرنامج بدأ في بدايات عام 2011 وفي الموسم الثاني الذي بدأ في عام 2012 مع الإعلامي علي جابر والممثل السعودي ناصر القصبي وفي الموسم الثالث في عام 2013 انضم إليهم الممثل الكوميدي أحمد حلمي وكذلك في الموسم الرابع عام 2014 بنفس لجنة التحكيم، أما الموسم الخامس عام 2017 بنفس لجنة التحكيم ما عدا الممثل السعودي ناصر القصبي. والموسم السادس في عام 2019 برفقة كل أحمد حلمي وعلي جابر.

### لجنة تحكيم المواهب العربية
في نوفمبر 2020 شاركت كعضو لجنة تحكيم برنامج اكتشاف المواهب ذا فويس: سينيور على شاشة إم بي سي

## حياتها الخاصة
في عام 2000 وبعد طرح الألبوم لها عيون قلبي أعلنت عن زواجها من متعهد الحفلات «يوسف حرب» بشكل مفاجئ وهو الزواج الذي شكل زوبعة في الوسطين الفني والعائلي ورفضت العائلة هذا الزواج بسبب الفوارق الدينية والعمرية بينهما بالإضافة إلى أن «يوسف حرب» كان متزوجاً ولديه ثلاث أطفال لكن هذا لم يمنعهما من الزواج حيث وقفت في وجه كل من عارض هذا الزواج لكنه رغم ذلك انتهى زواجهما بالطلاق بعد سنتين بسبب كثرة المشاكل بين عائلتها وزوجها.
وعن زواج نجوى كرم الثاني، فقد أعلنت المطربة اللبنانية، في أواخر شهر يونيو 2024، عن زواجها رسميا وهي على خشبة المسرح أثناء إحدى الحفلات رومانيا المقام على مسرح Sala Palatului Buchares في بوخارست.
و زوج نجوى كرم الثاني، هو رجل الأعمال الإماراتي عمر الدهماني، الذي يترأس مجلس إدارة مجموعة شركات عمر سالم الدهماني الإماراتية، حيث تعرف الدهماني على نجوى كرم وعاشا قصة حب جميلة لسنوات قبل أن يتخذا قرار الارتباط رسمياً).
كان لها موقف خلافي على إثر تعرضها للضرب من زوجها السابق وقولها إن الزوج يستطيع ضرب زوجته على أن لا يكون الضرب مبرحاً.

## أعمالها

### الألبومات الغنائية
- 1987: عالعلالي.
- 1989: يا حبايب.
- 1992: شمس الغنية.
- 1993: أنا معكن.
- 1994: نغمة حب.
- 1995: ما بسمحلك.
- 1996: حظي حلو.
- 1997: ما حدا لحدا.
- 1998: مغرومة.
- 1999: روح روحي.
- 2000: عيون قلبي.
- 2001: ندمانة.
- 2002: تهموني.
- 2003: سحرني.
- 2004: شو مغيره.
- 2005: كبر الحب.
- 2007: هيدا حكي.
- 2008: عم بمزح معك.
- 2009: خليني شوفك.
- 2011: هالليلة.. ما في نوم.
- 2017: مني إلك
- 2023:كاريزما.[25]

- 2025:حالة طوارئ[26]

### فيديو كليب
في عام 1994 صورت العديد من الأغاني على طريقة الفيديو كليب بعد غمضائها لعقد مع شركة روتانا قامت وكانت تنتجها وتعرضها قناة شبكة راديو وتلفزيون العرب للموسيقى بشكل مكثف وحصري بالتعاون مع روتانا للصوتيات.
| الأغنية                                                  | المخرج          | العام |
| -------------------------------------------------------- | --------------- | ----- |
| بلى بلى                                                  |                 | 1991  |
| شمس الغنية                                               |                 | 1992  |
| حبيبي غاب                                                |                 | 1992  |
| أنا معكن                                                 | صبحي أبي حبييب  | 1993  |
| نغمة حب                                                  |                 | 1994  |
| العرس                                                    | أسامة حريق      | 1994  |
| ورود الدار                                               | أسامة حريق      | 1994  |
| لو ما كنا                                                | أسامة حريق      | 1994  |
| عالالا                                                   | وليد السيد      | 1994  |
| أنا ما في (لو حبيتك)                                     | صبحي أبي حبيب   | 1994  |
| ما بسمحلك                                                | حسين دعيبس      | 1995  |
| حكم القاضي                                               | حسين دعيبس      | 1995  |
| أنا أو هي                                                | حسين دعيبس      | 1995  |
| ناطرة، سهرانة                                            | حسين دعيبس      | 1995  |
| حظي حلو                                                  | حسين دعيبس      | 1996  |
| على مهلك يا هوا                                          | وليد السيد      | 1996  |
| خيروني                                                   | أحمد إبراهيم    | 1996  |
| ما حدا لحدا                                              | طارق العريان    | 1997  |
| مغرومة                                                   | اليساندرا بيستا | 1998  |
| روح روحي                                                 | مارك حديفة      | 1999  |
| عطشانة                                                   | سماح أنور       | 1999  |
| طال عمرك طال (اهدتها للأمير الوليد بن طلال)              | ميرنا خياط      | 2000  |
| نجوى 2000                                                | أرمان غزارة     | 2000  |
| ندمانة                                                   | طارق العريان    | 2001  |
| عاشقة                                                    | طارق العريان    | 2001  |
| أنا مين                                                  | اليساندرا بيستا | 2001  |
| أوعا تكون زعلت                                           | أحمد مناويشي    | 2002  |
| وكبرنا ديو بمشاركة الفنان وديع الصافي                    | طوني قهوجي      | 2002  |
| سحرني                                                    | ميرنا خياط      | 2003  |
| شو المانع                                                | ميرنا خياط      | 2003  |
| كتر الدلال                                               | ميرنا خياط      | 2003  |
| ما عاش من زعلك (اضحك للدنيا)                             | ميرنا خياط      | 2003  |
| شو مغيرة، بهواك                                          | سعيد الماروق    | 2004  |
| ليش مغرب                                                 | سعيد الماروق    | 2004  |
| شو جاني                                                  | سعيد الماروق    | 2004  |
| بحبك ولع                                                 | سليم الترك      | 2005  |
| بخاف من المي                                             | سليم الترك      | 2005  |
| شو هالحلا                                                | سعيد الماروق    | 2006  |
| هيدا حكي                                                 | سعيد الماروق    | 2007  |
| لو ما بتكذب                                              | فادي حداد       | 2007  |
| رح يبقى الوطن ديو (بمشاركة الموسيقار ملحم بركات)         | طوني قهوجي      | 2008  |
| عم بمزح معك                                              | فادي حداد       | 2008  |
| تعا خبيك                                                 | سعيد الماروق    | 2008  |
| ما بخبي عليك                                             | رندة علم        | 2008  |
| خليني شوفك بالليل                                        | يحيى سعادة      | 2009  |
| إيدك                                                     | رندة علم        | 2009  |
| بالروح بالدم                                             | فادي حداد       | 2010  |
| لشحد حبك                                                 | فادي حداد       | 2010  |
| ما في نوم                                                | وليد ناصيف      | 2011  |
| لو بس تعرف                                               | وليد ناصيف      | 2012  |
| يخليلي قلبك                                              | فادي حداد       | 2013  |
| عالصخرة                                                  | فادي حداد       | 2015  |
| بوسة قبل النوم                                           | فادي حداد       | 2015  |
| دني يا دنا                                               | سعيد الماروق    | 2016  |
| يخرب بيتك                                                | فادي حداد       | 2016  |
| حبيبي مين                                                | فادي حداد       | 2017  |
| الليلة ليلتنا                                            | كرم نقولا كرم   | 2018  |
| الدين تمام الاخلاق (إعلان Zain بمشاركة شيرين عبد الوهاب) | سمير عبود       | 2019  |
| ملعون أبو العشق                                          | وليد ناصيف      | 2019  |
| بعشق تفاصيلك                                             | وليد ناصيف      | 2019  |
| بيروت                                                    |                 | 2020  |
| معذور قلبي                                               | وليد ناصيف      | 2020  |
| مغرومة ٢                                                 | حسن غدار        | 2021  |
| ساحر قلوب                                                | حسن غدار        | 2021  |
| حلوة الدنيي                                              |                 | 2022  |
| شغل موسيقى                                               | دان حداد        | 2023  |
| لو سألوا حبيبي                                           | دان حداد        | 2024  |
| تعا نقعد سوا                                             | بيار خضرا       | 2024  |
| يلعن البعد                                               | كرم نقولا كرم   | 2024  |
| زين الزين                                                | بيار خضرا       | 2025  |
| حالة طوارئ                                               | بيار خضرا       | 2025  |
| وينك حبيبي                                               | بيار خضرا       | 2025  |
| شريك قلبي                                                | بيار خضرا       | 2025  |
| أياً أنا بدك                                              | بيار خضرا       | 2025  |

## المهرجانات والحفلات الموسيقية العالمية
خلال مسيرتها الفنية، أحيت نجوى كرم مئات الحفلات الموسيقية في جميع أنحاء العالم:

## وصلات خارجية
- نجوى كرم على موقع IMDb (الإنجليزية)
- نجوى كرم على موقع قاعدة بيانات الأفلام العربية
- نجوى كرم على موقع ميوزك برينز (الإنجليزية)
- نجوى كرم على موقع ديسكوغز (الإنجليزية)
- نجوى كرم على موقع قاعدة بيانات الفيلم (الإنجليزية)